# Индийская головастая акула
Индийская головастая акула (лат. Cephaloscyllium silasi) — один из видов рода головастых акул, семейство кошачьих акул (Scyliorhinidae). Впервые он был описан в журнале «Journal of the Marine Biological Association of India». Это небольшая глубоководная акула длиной около 36 см. Она обитает на верхнем континентальном склоне только у берегов Коллама (Индия). Типовые экземпляры, включая голотип и три паратипа, были пойманы на глубине 300 м. Иногда в качестве прилова попадает в глубоководные сети. Данных для оценки статуса сохранности вида недостаточно.